# Strohfiedel
Die Strohfiedel, auch Holzharmonika, Gigelyra, Hölzernes Gelächter (in Tirol Hölzernes Glachter), ist ein in der alpenländischen Volksmusik, vor allem bei Tiroler Musikanten gebräuchliches Xylophon, welches aus abgestimmten, mit Holzklöppeln geschlagenen Holzstäben besteht, die auf einer Unterlage aus Strohzöpfen ruhen. Bei Baldassar Trochus, Vocabularium rerum promptarium, Leipzig 1517, kommt der Name als strofeddel vor.
Das Schlaginstrument ist ähnlich dem Hackbrett aufgebaut, jedoch sind an Stelle der Stahlsaiten vierkantige Holzstäbe auf Strohzöpfen lose aufgelegt. Diese Stäbe, meist aus trockenem Tannenholz, sind nach der diatonischen Tonleiter durch Ausnehmungen auf der Unterseite abgestimmt, sie werden durch Schnüre in der richtigen Reihenfolge zusammengehalten.
Obwohl das Instrument bereits seit dem 15. Jahrhundert bekannt ist, wurde die Strohfiedel erst von Joseph Gusikow bedeutend vervollkommnet und unter dem Namen Holz-und-Stroh-Instrument zu Konzertvorträgen verwendet.
Wie dieses Instrument zum Namen „Fiedel“ oder „Gigelyra“ kam, wurde bisher noch nicht untersucht. Die Strohfiedel erwähnt bereits Sebastian Virdung in Musica getutscht (1511).